# Willem Wiersema
Willem Wiersema (Eastermar, 6 de marzo de 2002) es un deportista nerlandés que compite en vela en la clase Laser. Ganó una medalla de oro en el Campeonato Mundial de Laser de 2025.

## Palmarés internacional
| \| Campeonato Mundial \| Campeonato Mundial \| Campeonato Mundial \| Campeonato Mundial \| \| Año \| Lugar \| Medalla \| Clase \| \| ------------------ \| ------------------ \| ------------------ \| ------------------ \| \| 2025 \| Qingdao (China) \| Medalla de oro \| Laser \| |                 |                |       |
| Campeonato Mundial |                 |                |       |
| Año | Lugar           | Medalla        | Clase |
| 2025 | Qingdao (China) | Medalla de oro | Laser |